# Hexatoma flammeipennis
Hexatoma flammeipennis är en tvåvingeart som beskrevs av Alexander 1942. Hexatoma flammeipennis ingår i släktet Hexatoma och familjen småharkrankar. Inga underarter finns listade i Catalogue of Life.